# Барыбин, Константин Сергеевич
Константин Сергеевич Барыбин (1908 — 1 июня 1994) — советский педагог-математик.

## Биография
Родился в Санкт-Петербурге, в семье инженера.
После окончания Казанского университета работал учителем математики в Чистополе. С 1939 года работал в Москве — сначала учителем, а затем районным методистом.
В 70-х годах К. С. Барыбин начал работать в Московском областном педагогическом институте имени Н. К. Крупской на кафедре И. К. Андронова. Получил ученое звание доцента.
Скончался 1 июня 1994 г.
Его учебник «Геометрия для 6—8 классов» был удостоен поощрительной премии на конкурсе учебников в 1966 году; по нему несколько лет преподавали математику в школах рабочей молодежи. В 1970—1971 годах вышли его учебники геометрии для 9 и 10 классов, которые были рекомендованы Министерством просвещения РСФСР.